# پل (فیلم ۱۳۵۰)
پل، فیلمی به کارگردانی خسرو پرویزی و نویسندگی مسعود اسدالهی محصول سال ۱۳۵۰ است.

## خلاصه داستان
«مجتبی»، راننده لکوموتیو، در ورودش به دهکده با دختری به نام «شیرین» که فروشندهٔ دوره‌گردی است، آشنا شده و این آشنایی منتهی به عشق می‌شود…

## بازیگران
- ناصر ملک‌مطیعی
- آفرین
- جمشید مشایخی
- ژاله
- بهمن مفید
- حسین گیل
- شهرزاد